# USS John Warner (SSN-785)
El USS John Warner (SSN-785) es un submarino nuclear de ataque de la clase Virginia Bloque III de la Armada de los Estados Unidos, es el primero de su grupo en ser bautizado en honor a una persona.

## Nombre
El submarino fue bautizado en honor a John Warner, senador estadounidense por el estado de Virginia desde 1979 hasta 2009. El nombre fue anunciado el 8 de enero de 2009, cinco días después de su retiro tras 30 años de trabajo.

## Historial operativo
El 14 de abril de 2018, durante su primer despliegue, el USS John Warner participó en ataques dirigidos contra instalaciones militares sirias. Disparó seis misiles de crucero Tomahawk, en lo que se creía que era el primer uso de combate de su clase de submarinos.